# کمیته المپیک بولیوی
کمیته المپیک بولیوی (انگلیسی: Bolivian Olympic Committee) یک سازمان ورزشی است که نماینده کشور بولیوی در کمیته بین‌المللی المپیک می‌باشد.
این سازمان که در سال ۱۹۳۲ تأسیس شده مسئول آماده‌سازی و اعزام ورزشکاران به بازی‌های المپیک، بازی‌های المپیک جوانان و بازی‌های پان امریکن است.